# Suzanne-Elizabeth Eynard-Châtelain
Pour les articles homonymes, voir Eynard et Châtelain.
Suzanne-Elizabeth Eynard-Châtelain (parfois orthographié Susanne-Elisabeth) née en 1775 et morte en 1844 est une artiste genevoise. 

## Biographie

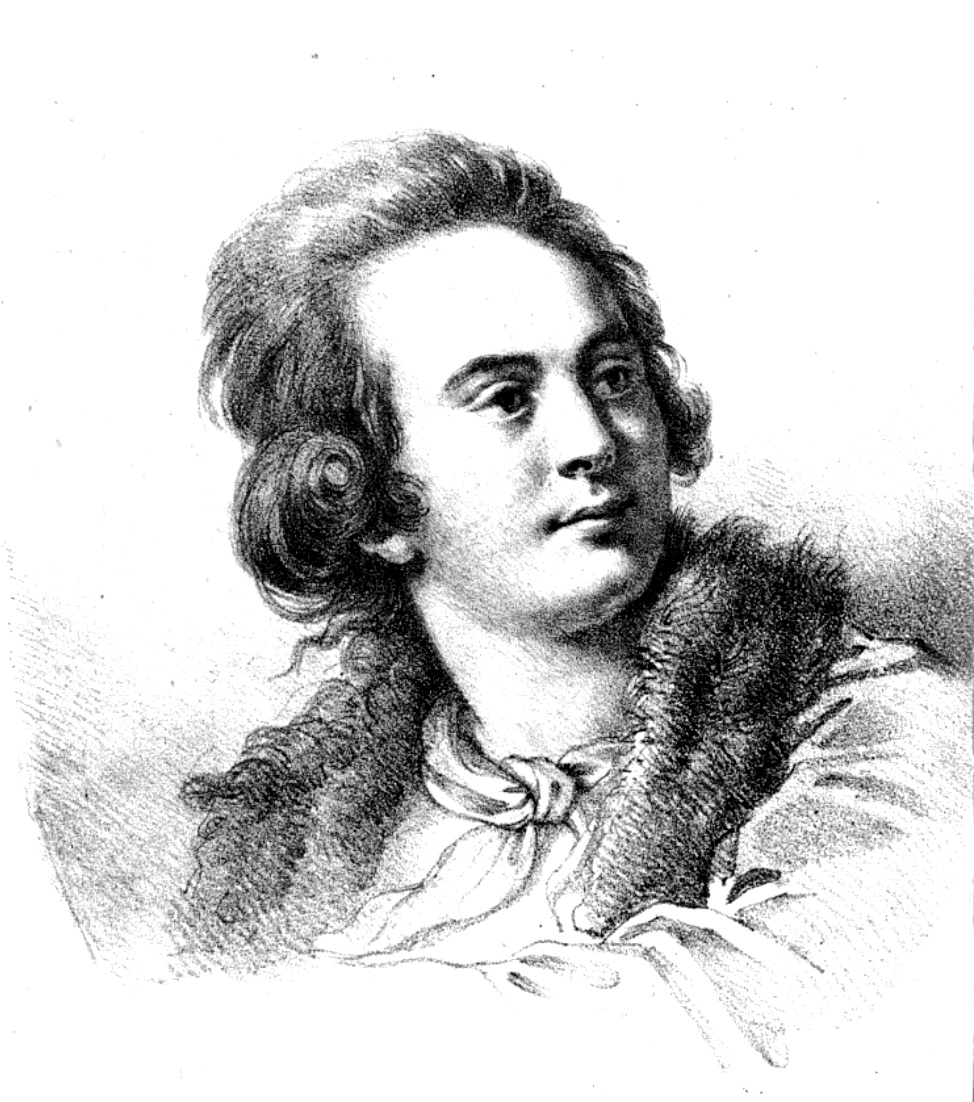
Pierre-Louis de La Rive (1753-1818)

Suzanne-Elizabeth Eynard-Châtelain est née en 1775 à Amsterdam et morte à Genève en 1844. Son père, Daniel-Zacharie Châtelain, est un pasteur amstelodamois. Sa mère se nomme Jeanne-Jacqueline Smith. Elle épouse en 1772 Jacques Eynard, ancien négociant génois et frère de Jean-Gabriel Eynard,. 
Suzanne-Elizabeth Eynard-Châtelain reçoit sa formation du peintre Pierre-Louis De la Rive à Bex et son style démontre une connaissance de l'œuvre du peintre genevois Firmin Massot (1766-1849). 

## Œuvres
Ses techniques de prédilection sont le dessin et l'aquarelle. Son œuvre est constitué de paysages, de peinture d'histoire et de copies d'après des tableaux de maître.

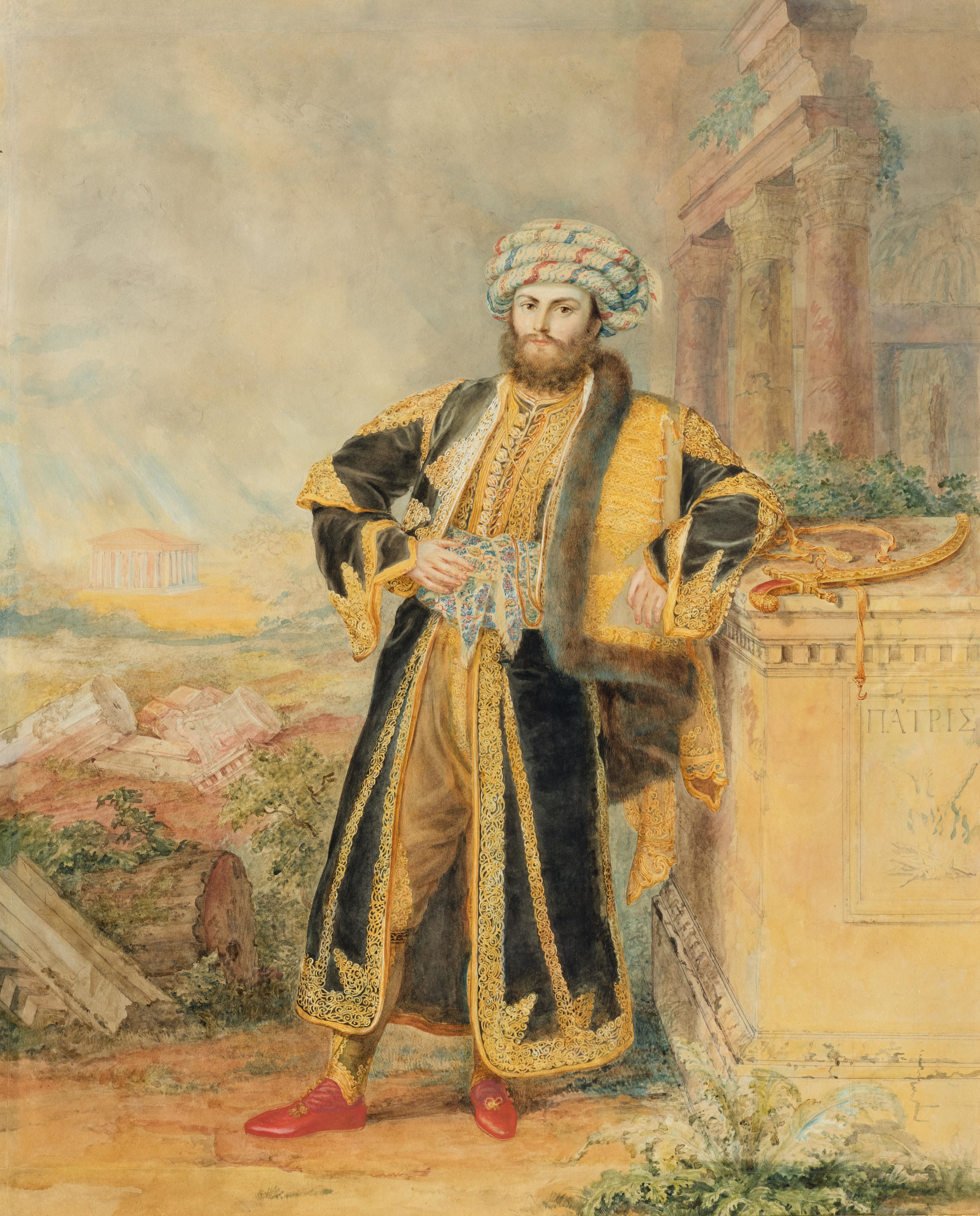
Portrait du Prince Alexandre Maurocordatos en combattant grec au costume turc, aquarelle et pastel sur papier, 73,5 x 58, 4 cm, collection particulière.

Le portrait en pied du prince Aléxandros Mavrokordátos, important indépendantiste grec représenté dans un paysage antiquisant, constitue une exception dans son œuvre. L'œuvre témoigne des liens de l'artiste avec le philhellénisme[réf. nécessaire].